# Meranoplus mjobergi
Meranoplus mjobergi är en myrart som beskrevs av Auguste-Henri Forel 1915. Meranoplus mjobergi ingår i släktet Meranoplus och familjen myror. Inga underarter finns listade i Catalogue of Life.